# Pidlisne (obwód chmielnicki)
Pidlisne (ukr. Підлісне) – wieś na Ukrainie, w obwodzie chmielnickim, w rejonie chmielnickim, w hromadzie Derażnia. W 2001 liczyła 278 mieszkańców, spośród których 276 wskazało jako ojczysty język ukraiński, 1 rosyjski, a 1 mołdawski.